# 2020年油麻地唐樓火警

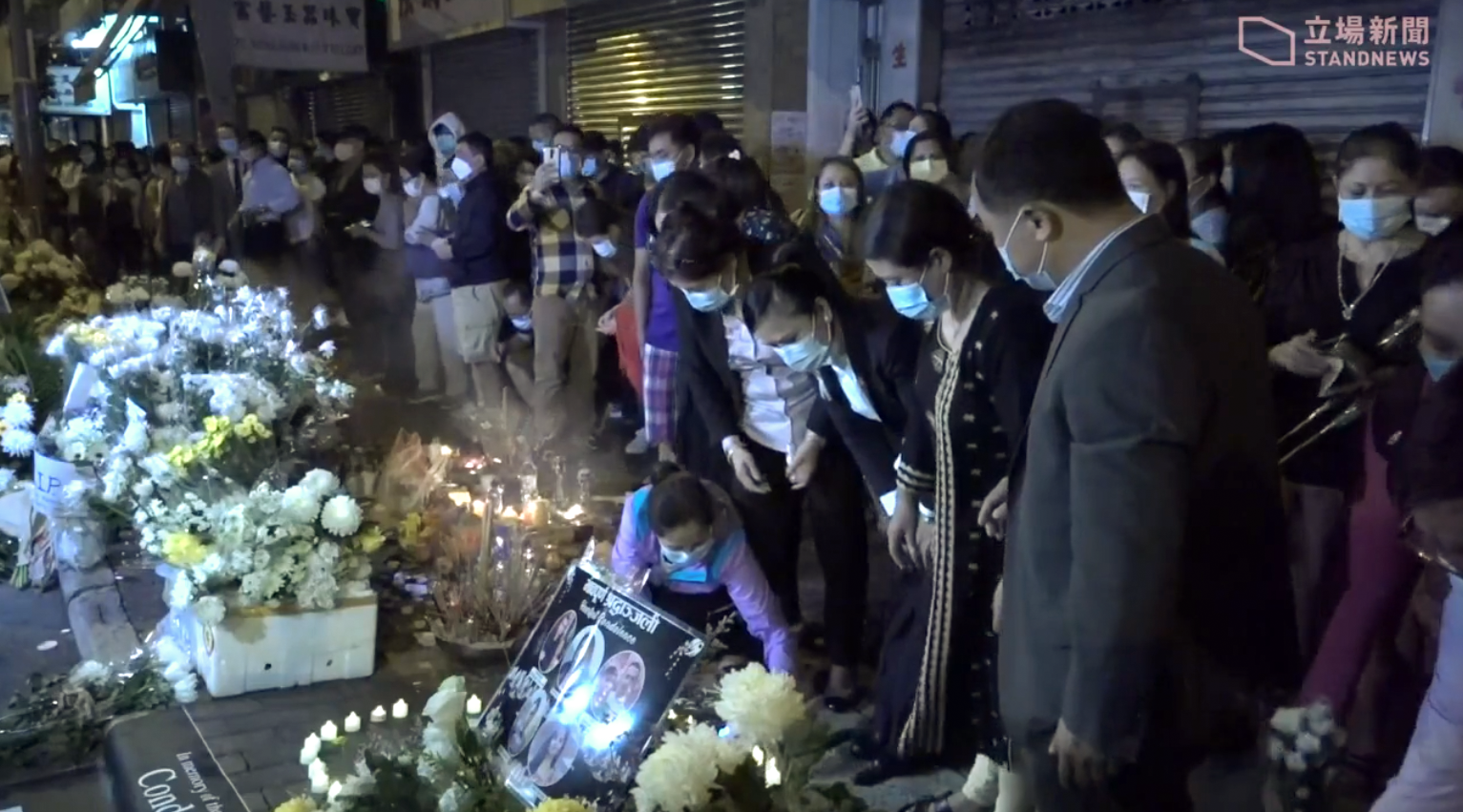
2020年11月18日晚上，尼泊爾死者悼念會

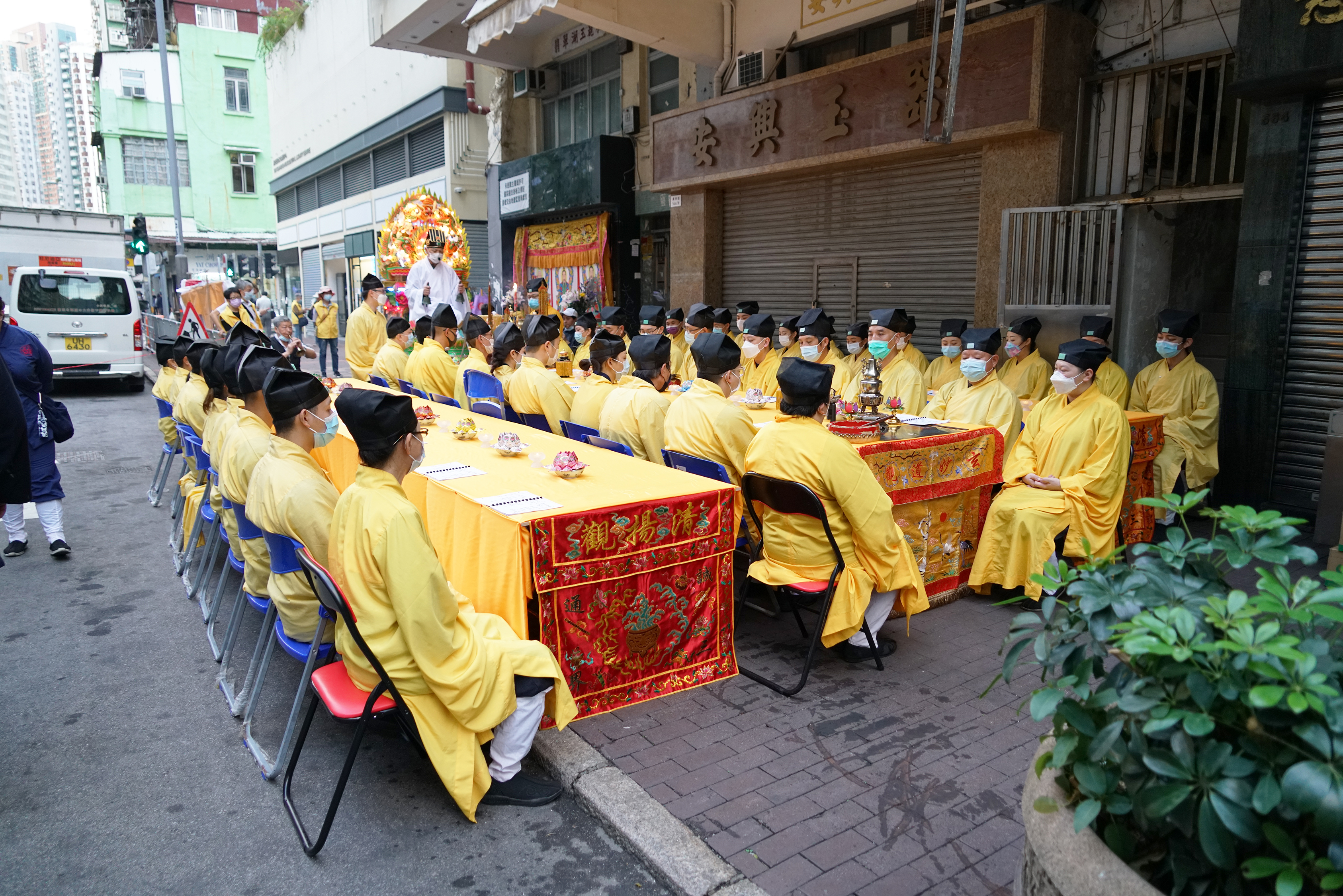
「火災罹難超薦法會」（頭七）於事發大廈行人路舉行，道士集體誦經超渡亡魂

2020年油麻地唐樓火警，又稱廣東道大火、油麻地奪命火、油麻地唐樓火警、油麻地致命火災，是指2020年11月15日發生於香港油麻地廣東道562號唐樓的一級火警。

## 火警背景
起火單位是一間尼泊爾無牌餐廳。當時有人召來十多親友，為一名尼泊爾裔人士的兒子開生日會，其間懷疑有蠟燭燒着隔音板引起火警。

## 火警資料
火警現場是一樓一個五米乘十五米的開放式單位，多個玻璃窗碎裂，天花板熏黑。消防、警方、機電署與政府化驗所人員先後入內蒐證和調查。 火警於晚約八時半發生，單位陷入一片火海，消防三分鐘後到場，八分鐘後將火撲熄。

## 傷亡
醫管局表示，截至2020年11月16日晚上9時，火警累計造成4名男子和3名女子死亡，包括一名8歲男童，全部死者均為尼泊爾裔人士。另外共有11人受傷，其中3名男子和4名女子情況危殆；1名女子情況嚴重；1名男子和1名女子情況穩定；另有1名男子經治療後已出院。危殆傷者主要涉及燒傷、吸入濃煙及跌傷。11月20日，1名危殆的18歲女子傷重不治，死亡人數增至8名，是香港自2011年花園街排檔四級火釀成9死34傷後最多人喪生的火災。

## 政府動作
香港行政長官林鄭月娥15日晚上發聲明，對油麻地發生火警導致多人傷亡表示極度哀痛，指示相關部門全力救治傷者，做好善後工作，包括調查起火及造成嚴重傷亡的原因。
行政會議非官守議員16日發聲明，就油麻地發生火警導致多名市民傷亡，深表哀痛。對死者家屬致以深切慰問，並祝願傷者能夠早日康復。
而起火後不久，時任為當區（佐敦西選區）民選油尖旺區議會議員朱慧芳，聯同其他區議員到場，並協助受影響居民。
香港行政長官林鄭月娥16日聯同消防處處長梁偉雄、屋宇署署長余德祥及油尖旺民政事務專員余健強到油麻地廣東道，視察火警的現場，並指示相關部門進行善後工作。她視察大約十分鐘後隨即離開。
時任民政事務局局長徐英偉在社交網站張貼與妻子到西環一間甜品店吃糖水的照片，有傳媒批評他身為特區政府問責官員，沒有即時到場視察，是向死傷者家屬傷口灑鹽，事後徐英偉承認自己確有不足之處，並把相關發帖及照片刪除。

## 火警後
2020年11月18日，李嘉誠基金會宣佈向火警的傷者及死者家屬緊急撥款300萬港元，透過民政事務總署發放。該會表示，對火災帶來的傷痛深感難過，支援金能幫助受影響家庭，願逝者安息，傷者早日康復。
同日，嗇色園指，有多個家庭因而痛失家園，流離失所，對慘劇深感哀痛，向死傷者及其家屬予以深切慰問。並決定由「嗇色園緊急援助基金」撥款100萬元，向死傷者家屬及受災家庭即時施以援手。
同日，博愛醫院發出新聞稿，指悲劇中有多個家庭痛失親友，流離失所，該院董事局對此深表哀痛，宣布即時啟動「博愛醫院緊急援助金」，向意外中每名死傷者家屬分別發放3萬港元及2萬港元，以示深切慰問，援助其家庭及早渡過難關。

## 伸延閱讀
- 元州街唐樓大火
- 香港火災列表
- 排燈節
- 在港尼泊爾人
- 唐樓